# Пара електронних сигарет
Аерозоль в електронній сигареті (зазвичай відомий як паровий аерозоль) містить хімічні елементи різного рівня. Пар від електронної сигарети імітує тютюновий дим, але самого процесу горіння тютюну не відбувається. Тобто, між затяжками електронні сигарети не виробляють пар. Рівні нікотину в специфічних для тютюну нітрозамінах (ТНА), альдегідах, металах, летких органічних сполуках (ЛОС), ароматизаторах та алкалоїдах тютюнових виробів в парах електронних сигарет сильно різняться між собою. Зокрема, вміст пару може варіюватися як всередині наявних продуктів у одного виробника, так і серед продуктів конкуруючих між собою компаній-виробників. 
Після того, як інгредієнти електронної рідини проходять через ряд хімічних реакцій в них утворюються нові сполуки, які не значно, але різняться від тих, що можна знайти у вихідній рідині. Багато хімічних речовин, включаючи карбонільні сполуки, такі як формальдегід, ненавмисно можуть бути отримані коли ніхроновий дріт (нагрівальний елемент) торкається до рідини електронної сигарети і, нагріваючись, вступає в хімічну реакцію з цією рідиною. В той же час пропіленгліколь, що міститься в рідинах, продукує найбільш чисельну карбонільну групу елементів в парах електронної сигарети. Багато компаній-виробників електронних сигарет використовують воду і гліцерин замість пропіленгліколю для своєї продукції. 
Дослідження показують, що пропіленгліколь і гліцерин окислюються, щоб створити подібні на сигаретний дим альдегіди при аерозольному нагріванні і напрузі вище 3 вольт. Залежно від температури нагріву, канцерогени можуть навіть перевершити рівні сигаретного диму, а зниження напруги в електронних сигаретах генерувати значне зниження рівня формальдегіду в продукті. У звіті напівурядового агентства Англії Public Health England відзначають, що «при нормальних умовах, не було знайдено взагалі або знайдено в незначних обсягах вивільнення формальдегіду під час користування продуктом.» Експерти прийшли до висновку, що «там немає ознак того, що користувачі електронних сигарет підтверджені впливу небезпечної кількості альдегідів». Дослідження показують, що «так як виробництво електронних сигарет змінюється, новіші та „гарячіші“ продукти можуть піддавати пацієнтів на більш високі рівні ризику від відомих канцерогенів». 

## Хімікати

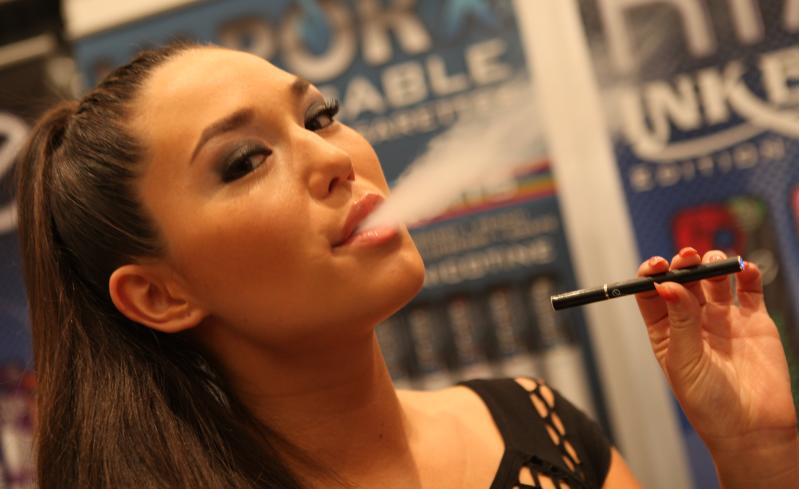
Жінка видихає пар аерозольної електронної сигарети

Молекула нікотин-виведеного нітрозаміну кетону (ННК)

Для того, щоб утворився аерозольний пар, рідину усередині камери електронних сигарет нагрівають приблизно до 100–250 ° С. Тим не менш, в пристроях змінної напруги можна підвищувати температуру і користувач має змогу сам налаштовувати рівень пару. Пар містить аналогічну основу хімічного складу електронної рідини, але вона може варіюватися за складом і концентрацією як всередині наявних продуктів у одного виробника, так і серед продуктів конкуруючих між собою компаній-виробників. Один із оглядів продукту показав, що пар, як правило, містить нікотин, гліцерин, пропіленгліколь, ароматизатори та ароматичні транспортери. Під час огляду продукту також дійшли висновку, що рівні нікотину в парах різняться серед продуктів навіть однієї і тієї ж компанії. У 2015 році було оприлюднено звіт, який був виконаний на напівурядового агентства Англії Public Health England експерти прийшли до висновку, що електронні сигарети «вивільнюють незначні рівні нікотину в навколишнє середовище».
E-сигарети без нікотину також доступні для користування. Варто додати, що пар може містити невелику кількість токсинів, канцерогенів і важких металів. Було виявлено забруднення різними хімічними речовинами, а також деякі компоненти, що містяться в складі тадалафілу і римонабанту. Виробники електронних сигарет не повною мірою розкривають інформацію про хімічні складники, які можуть бути вивільнені або синтезовані в процесі використання продукту.
Кілька металевих частин електронних сигарет контактують з електронною рідиною і можуть забруднити її металами. Також було виявлено в парах олово, кадмій, нікель, свинець, алюміній, мідь, срібло, залізо, ртуть, і хром. Олово може виходити від електронної сигарети, де існують спаяні з'єднання, а наночастинки нікелю і хрому можуть з'явитися через нагрівальний елемент самого пристрою електронної сигарети. Метали в парах були виявлені в концентратах набагато в нижчому, аніж дозволено для медичних ліків рівня. Також в парі було знайдено сліди металу, і деякі з них в більш високих кількостях, аніж наявні в сигаретному димі. Свинець і кадмій було знайдено в парах в 2-3 рази більше, аніж в нікотинових інгаляторах. В одному дослідженні експерти зазначають, що в димі електронних сигарет вони виявили в 100 разів більшу кількість нікелю, аніж в сигаретному димі. Загалом, вся загальна кількість різних видів металів або інших матеріалів, що знайдені в парах, в основному складаються з матеріалів виробничих конструкцій нагрівального елементу. Матеріали електронної сигарети можуть включати кераміку, пластмасу, гуму, нитки волокна і піну. Отже, деякі з цих матеріалів можуть бути знайдені в парах. Дослідники також виявили там силікатні частинки.
Після того, як інгредієнти електронної рідини проходять через ряд хімічних реакцій. Саме в них утворюються нові сполуки, що не значно, але різняться від тих, що можна знайти у вихідній рідині. Багато хімічних речовин, включаючи карбонільні сполуки, такі як формальдегід, ненавмисно можуть бути отримані, коли ніхроновий дріт (нагрівальний елемент) торкається до рідини е-сигарети і, нагріваючись, вступає в хімічну реакцію з рідиною. У той час як пропіленгліколь, що міститься в рідинах, продукує найбільш чисельну карбонільну групу елементів в парах електронної сигарети. Багато компаній-виробників електронних сигарет використовують воду і гліцерин замість пропіленгліколю для своєї продукції. Гліоксаль та метилгліоксаль були знайдені у парах електронних сигарет. Сума карбонілів може варіюватися як всередині наявних продуктів у одного виробника, так і серед конкуруючих між собою компаній-виробників електронних сигарет.
Тютюно-специфічні нітрозаміни (ТСН), такі як ННК (нікотинпохідний нітрозамін-кетон), N-Нітрозонорнікотін, а також специфічні для тютюну домішки були виявлені в парах на дуже низькому рівні, порівняно із кількостями виявлених в препаратах, що використовуються при нікотинозамісній терапії. N-нітрозоанабазін і N-нитрозоанатабін були знайдені в парах у менших кількостях в порівнянні з сигаретним димом. Також в парах було знайдено незначну кількість толуолу, ксилолу, поліциклічних ароматичних вуглеводів, альдегідів, летких органічних сполук (ЛОС), фенольних сполук, ароматизаторів, алкалоїдів тютюну, О-метилбензальдегіду і крезолів. Меншу кількість ізопрену, оцтової кислоти, 2-бутандіону, ацетону, пропанолу, діацетіну і слідів яблучного масла (3-метилбутил-3-метілбутаноат) було виявлено в парах. Бензол і бутадієн було знайдено в парах у багато разів менше, аніж в сигаретному димі.
Наступні покоління електронних девайсів можуть створювати більшу кількість канцерогенів. Пристрої електронних сигарет, що використовують більш високі батареї напруги можуть виробляти канцерогени, в тому числі формальдегід на тому ж рівні, який було знайдено і в сигаретному димі. Новіші «танк-стиль» пристрої з більш високою напругою (наприклад, 5.0 вольт) можна створити за допомогою формальдегіду, що міститься в таких самих або ж ще в більш високих рівнях, аніж в сигаретному димі. В одному дослідженні, де було використано технологію «puffing machine», експерти показали, що якщо електронні сигарети третього покоління увімкнути на максимальну потужність, то вони можуть виробляти в 5-15 разів більшу кількість формальдегіду, аніж в сигаретному димі. Подальші дослідження показали, що це сталося тільки в перегрітій системі «dry-puffing», і що, згідно з доповіддю 2015 року напівурядового агентства Англії Public Health England, «не представляє ніякої небезпеки як для початківців, так і для досвідчених користувачів електронних сигарет. При нормальних налаштуваннях вивільнення формальдегіду або не відбувається, або відбувається в незначних кількостях». Експерти прийшли до висновку, що «немає ознак того, що користувачі електронних сигарет піддаються небезпечному впливу альдегідів, а високовольтні електронні сигарети здатні виробляти велику кількість карбонілів». Таким чином, під час зниження напруги в електронних аерозольних сигаретах кількість формальдегіду та ацетальдегіду приблизно від 13 до 807 одиниць менша, аніж в сигаретному димі.

## Порівняння рівнів токсикантів у аерозольній електронній сигареті
| Токсиканти              | Діапазон вмісту в інгаляторах (15 затяжок∗) | Вміст у формі аерозолю в 12 електронних сигаретах (15 затяжок∗) | Вміст у традиційній сигареті мікрограм (мкг) |
| ----------------------- | ------------------------------------------- | --------------------------------------------------------------- | -------------------------------------------- |
| Формальдегід (μg)       | 0.2                                         | 0.2-5.61                                                        | 1.6-52                                       |
| Ацетальдегід (μg)       | 0.11                                        | 0.11-1.36                                                       | 52-140                                       |
| Акролеїн (μg)           | ND                                          | 0.07-4.19                                                       | 2.4-62                                       |
| o-Метилбензальдегід(μg) | 0.07                                        | 0.13-0.71                                                       | —                                            |
| Толуол (μg)             | ND                                          | ND-0.63                                                         | 8.3-70                                       |
| п- і м-Ксилол (μg)      | ND                                          | ND-0.2                                                          | —                                            |
| NNN (ng)                | ND                                          | ND-0.00043                                                      | 0.0005-0.19                                  |
| Кадмій (ng)             | 0.003                                       | ND-0.022                                                        | —                                            |
| Нікель (ng)             | 0.019                                       | 0.011-0.029                                                     | —                                            |
| Свинець (ng)            | 0.004                                       | 0.003-0.057                                                     | —                                            |

μg, мікрограм; ng, нанограм; ND, не виявлено
∗було проаналізовано 15 затяжок для того, щоб оцінити постачання нікотину в одній традиційній сигареті.